# Coity Castle
Coity Castle (walisisk: Castell Coety) er en normannisk borgruin, der ligger i Glamorgan, Wales. Den blev opført af Sir Payn "the Demon" de Turberville (fl. 1126), en af de legendariske 12 ridderede af Glamorgan der angiveligt skulle have erobret Glamorgan under ledelse af Robert FitzHamon (d. 1107), Lord of Gloucester. Borgen er i dag en ruin i Coity Higher nær byen Bridgend i County Boroughet Bridgend. Tæt ved borgen står Church of St Mary the Virgin fra 1300-tallet.
Coity var en af tre normanniske borge der blev bygget i området i 1100-tallet, hvor de to andre er Ogmore Castle og Newcastle Castle.
Det er en listed building af 1. grad.